# Oblivion (kolejka górska)
Oblivion – stalowa kolejka górska zbudowana w parku rozrywki Alton Towers (strefa X-Sector) w Wielkiej Brytanii przez firmę Bolliger & Mabillard. Jest pierwszym egzemplarzem modelu Dive Coaster tej firmy, charakteryzującym się bardzo stromym pierwszym spadkiem i szerokimi pociągami. Jest także pierwszą kolejką na świecie o spadku zbliżonym do pionowego. Park Alton Towers znajduje się na terenie obszaru chronionego Alton and Farley Conservation Area – ze względu na obowiązujące z tego powodu ograniczenie maksymalnej wysokości konstrukcji, większość głównego spadku kolejki ukryta jest w podziemnym tunelu. Dzięki temu przy wysokości części nadziemnej kolejki wynoszącej tylko 19,8 m, pierwszy spadek jest dużo wyższy i ma 54,9 m.

## Opis przejazdu
Pociąg opuszcza stację i rozpoczyna powolny wjazd na główne wzniesienie o wysokości 19,8 m, wykonuje skręt w lewo i zatrzymuje się na szczycie pierwszego spadku. Po krótkiej przerwie pociąg spada o 54,9 m pod kątem 87° do tunelu. Następnie pociąg opuszcza tunel, wykonuje zwrot w lewo, pokonuje niewielkie wzniesienie i zostaje wyhamowany.

## Incydent z 8 maja 2012 roku
8 maja 2012 roku jeden z gości parku próbując wejść do tunelu kolejki, przekroczył bariery oddzielające jego wlot od reszty parku. Obsługa parku zareagowała unieruchamiając pociągi i zamykając całą sekcję parku. 20-letni mężczyzna został wydobyty z niebezpiecznego miejsca po 90-minutowej akcji straży pożarnej, po czym został przewieziony do szpitala, gdzie stwierdzono, że nie doznał żadnych obrażeń. Następnie został aresztowany za zakłócenie porządku publicznego.